# گورستان سقای ۲
گورستان سقای ۲ مربوط به هزاره اول قبل از میلاد است و در ۴۰ کیلومتری غرب ورزقان، بخش خاروانا، دهستان جوشین، ۱ کیلومتری شرق روستای سقای واقع شده و این اثر در تاریخ ۲۷ اسفند ۱۳۸۷ با شمارهٔ ثبت ۲۶۳۷۳ به‌عنوان یکی از آثار ملی ایران به ثبت رسیده است.